# USA vs. NWA
USA vs. NWA war ein Gerichtsverfahren in Des Moines, Iowa, im Jahre 1956. Nachdem Anfang 1953 beim FBI zahlreiche Anzeigen gegen die National Wrestling Alliance eingegangen waren, entschied man sich dort nun gegen diese vorzugehen.

## Anklageerhebung
So übergab das FBI Los Angeles beispielsweise die Angelegenheit der Staatsanwaltschaft Kalifornien und sie wurde dem stellvertretenden Generalstaatsanwalt Stanley Nelson Barnes vorgelegt. Dieser beauftragte Stanley Disney gegen die NWA vorzugehen und mit dem lokalen NWA-Vertreter Johnny Doyle zu beginnen. Doyle wusste sehr genau über den internen Ablauf der NWA Bescheid und am 25. Februar verriet er in Absprache mit Disney der Staatsanwaltschaft einige vertrauliche Fakten über die jeweilige Praxis der einzelnen Promotoren bezüglich der Mitgliedergewinnung und der damit verbundenen NWA-Expansion. So gab Doyle auch zu, dass er im Januar 1954 persönlich von der NWA-Führung den Auftrag erhalten hatte, Lutze auszuschalten und Südkalifornien für die NWA zu übernehmen. Doyle erwähnte auch die Einschüchterung Charles Motos, der sich letztendlich weigerte, für Frank Pasquale anzutreten. Moto wurde, nach einem Einwand des NWA-Promotors Hugh Nicols, persönlich von Sam Muchnick bedroht, dass ein Auftritt Motos im Territorium Südkalifornien dessen Sperrung in allen NWA-Regionen zur Folge hätte.

## Erste behördliche Beschränkungen
Am 19. April 1956 erklärte die US-Regierung, dass sich die National Wrestling Alliance aus allen Boxorganisationen der Vereinigten Staaten zurückzuziehen und das nun eine zentrale Sportbehörde die Oberaufsicht über diese hätten. So wurde die von der NWA betriebene Boxorganisation International Boxing Club geschlossen. Das war ein schwerer Schlag gegen den NWA-Vorstand. Die meisten in ihm vertretenen Mitglieder, wie Tony Stecher oder Sam Muchnick, betrieben Boxorganisationen, die einträglicher als die entsprechenden Wrestling-Abteilungen und die im IBC vereinigt waren. Dadurch wurde die NWA finanziell stark angeschlagen und viele Promotoren begannen umzudenken. 
Sam Muchnick ließ seinerseits nun verbreiten, dass die Vereinigten Staaten der NWA den „Krieg erklärt“ hätten und das die National Wrestling Alliance dagegen vorgehen würde. Erklärtes Ziel der damaligen NWA-Führung war, neben der Marktführerschaft im Wrestling auch die Kontrolle über das US-amerikanische Boxsystem zu übernehmen. Am 10. Juli 1956 fuhren NWA-Präsident Sam Muchnick und ein von der NWA beauftragter Rechtsanwalt nach Washington, D. C. und sprachen dort mit den Bundesbehörden. Dort unterbreiteten sie verschiedene Vorschläge, die aber bei den Behörden keinen Anklang fanden.

## Der Prozess
So fand am 15. Oktober 1956 in Des Moines, Iowa der Prozess „Vereinigte Staaten von Amerika versus National Wrestling Alliance“ statt. Ankläger war Oberstaatsanwalt William F. Riley. Die NWA wurde nun angeklagt, gegen die Abschnitte I und II des Shireman Act („Unterdrückung“ und „Monopolstellung“ im Sport) verstoßen zu haben. Riley lieferte dem Gericht massenhaft Schriftstücke des FBI, in denen die NWA in Kalifornien und Iowa von Independent-Promotoren angezeigt worden war. Auch wurden zahlreiche Aussagen von Wrestlern vorgelegt, die die NWA schriftlich belasteten, sie in ihrem Beruf behindert zu haben. So zum Beispiel die Wrestler Jack O’Brien und Roy Graham, die 1953 in Texas vom NWA-Promotor Ed McLemore durch einen Eintrag ins regionale Blackbook gesperrt wurden.

## Prozessende und Folgen
Sinnigerweise konfrontierte William Riley die NWA-Führung auch mit ihrer eigenen Geschichte. Die NWA sei in Iowa gegründet worden, weil die Promotoren der National Wrestling Association mit dem autoritären und Syndikat-haften Führungsstil des Tom Packs nicht einverstanden gewesen waren. Und nun praktiziere die NWA bezüglich ihrer Konkurrenz genau das gleiche. Ankläger Riley hatte gerade mit dieser Aussage die Geschworenen auf seine Seite ziehen können, da die NWA-Verteidigung dem nicht widersprechen konnte und die Beweislage eindeutig war.
Die National Wrestling Alliance verlor den Prozess und ihre Boxorganisationen mussten entweder geschlossen oder aber staatlichen Kontrollbehörden unterstellt und damit von der NWA getrennt bzw. unabhängig werden. Alle NWA-Regelwerke wurden 1956 verbindlich für alle Wrestling-Promotionen festgeschrieben und damit war der NWA die Grundlage entzogen worden, andere Promotionen in ihrem Gebiet zu behindern. Es wurde auch festgestellt, dass bei einer Veranstaltung einer unabhängigen Promotion zwar die örtliche NWA-Vertretung in Kenntnis zu setzen sei; damit war das Territorialprinzip der NWA de facto gewahrt. Veranstaltungen zu verbieten oder zu verhindern war ihr nun allerdings untersagt.
Mit diesem Urteil wurde die National Wrestling Alliance ihrer Monopolstellung beraubt und ab 1957, kurz nach der Urteilsverkündung, begann ihr Stern langsam zu sinken.